# آي أو إس
آي أو إس (بالإنجليزية: iOS)‏ (عرف في بداياته باسم iPhone OSX, OSX iPhone والاسم الرسمي السابق له حتى تاريخ 7 يونيو 2010 هو: نظام تشغيل آي فون أو آي فون أو إس) هو نظام تشغيل ظهر في بداية 2007 كنظام تشغيل صنعته أبل لهاتفها آي فون، فيما بعد، أصبح هو النظام الافتراضي لجهاز آي بود تاتش واللوحي آي باد بنسخة معدل فيها قياسات الواجهة للأخير. النظام هو أحد أنظمة التشغيل التي تعد من أسرة نظام ماك العاشر.
منذ إطلاق النظام في 2007 وحتى أكتوبر 2012 بِيع 400 مليون جهاز iOS حول العالم، تتنوع الأجهزة ما بين الآي بود تاتش، الآي فون والآي باد، ويُفَعَّل 230,000 جهاز iOS جديد يوميًا.

## التاريخ
في عام 2005، عندما بدأ ستيف جوبز التخطيط لآيفون، كان لديه خيار إمّا إلى أن يقوم «بتقليص ماك، الذي سيكون إنجازا وملحمة هندسية، أو تكبير آي بود». جوبز فضل النهج السابق ولكنه أشعل صراعًا في فريقي ماكنتوش وآيبود بقيادة سكوت فورستال وطوني فاضل، على التوالي، ضد بعضها البعض في منافسة داخلية.

## التطبيقات
يأتي النظام بعدد من التطبيقات المثبتة بشكل مسبق عليه وهي كتالي:
- الهاتف
- الإعدادات
- سفاري (متصفح إنترنت)
- الرسائل
- الموسيقى
- البريد
- التقويم
- الصور
- الكاميرا
- الخرائط (خرائط آبل)
- الساعة
- الطقس
- News، (خدمة الأخبار) متوفر في أستراليا، الولايات المتحدة والمملكة المتحدة
- المنزل
- الملاحظات
- الأسهم
- التذكيرات
- TV، متوفر فقط في أستراليا، الولايات المتحدة والمملكة المتحدة
- App Store (متجر التطبيقات والألعاب)
- iTunes Store (متجر الموسيقى والأفلام)
- الكتب (متجر الكتب)
- صحتي
- Wallet
- FaceTime (مكالمات الفيديو)
- البودكاست
- الحاسبة
- Watch (ساعة آبل)
- الملفات
- البوصلة
- تلميحات
- مذكرات الصوت
- جهات الاتصال
- تحديد الموقع
- القياس
- الاختصارات

بالنسبة للآيباد فكل التطبيقات السابقة مدمجة فيه عدا:
- الهاتف
- الطقس
- الحاسبة
- البوصلة

أما الآيبود فجميع التطبيقات السابقة مثبتة عليه بشكل مسبقة عدا:
- الهاتف

ويوجد تطبيق مثبت بشكل مسبق على الآيباد وغير متوفر بالآيفون والآيبود وهو
- PhotoBooth

ويحتل النظام المرتبة الأولى في عدد التطبيقات بين أنظمة الهواتف النقالة كالأندرويد والويندوز فون وبلاك بيري أو أس حيث يضم أكثر من 900,000 تطبيق ولعبة منهم 300,000 تطبيق مخصص للآيباد ويمكن تحميلها من خلال متجر آب ستور.

## الأجهزة العاملة بنظام iOS

### آيفون iPhone
- آي فون 1.
- آي فون 3G.
- آي فون 3GS.
- آي فون 4.
- آي فون 4S.
- آي فون 5.
- آي فون 5C.
- آي فون 5S.
- آي فون 6 .
- آي فون 6 Plus.
- آي فون 6S.
- آي فون 6S Plus.
- آي فون 7.
- آي فون 7 بلس.
- آي فون 8
- آي فون 8 بلس
- آي فون إكس
- آي فون إكس إس
- آي فون إكس إس ماكس
- آي فون إكس آر
- آي فون 11 برو
- آي فون 11
- آي فون 12
- آيفون 12 ميني
- آي فون 12 برو
- آي فون 12 برو ماكس
- آي فون 13
- آي فون 13 ميني
- آي فون 13 برو
- آي فون 13 برو ماكس
- آي فون 14
- أي فون 14 بلس
- أي فون 14برو
- أي فون 14برو ماكس
- أي فون 15
- أي فون 15 بلس
- أي فون 15 برو
- أي فون 15 برو ماكس
- أي فون 16
- أي فون 16 بلس
- أي فون 16 برو
- أي فون 16 برو ماكس

### آي بود iPod
- آي بود كلاسيك.
- آي بود نانو.
- آي بود شفل.
- آي بود تاتش.

### آيباد iPad
- آي باد 1.
- آي باد 2.
- آي باد 3.
- آي باد 4.
- آي باد 5.
- آي باد 6.
- آي باد ميني 1.
- آي باد ميني 2.
- اي باد ميني 3.
- اي باد ميني 4.
- آي باد إير 1.
- آي باد إير 2.
- آي باد برو.

### آبل تي في Apple TV
- آبل تي في 2 جي
- آبل تي في 3
- آبل تي في 4
- آبل تي في 4 كي

## الإصدارات

### الإصدار الرابع
- 4.0 يحتوي هذا الإصدار على 100 خاصية جديدة موجهة للمستخدم، مثل: إطلاق تطبيق آي بوكس للآي فون، إمكانية تعدد المهام، إمكانية صنع مجلدات للتطبيقات، إضافة إلى إمكانية تغيير خلفية الشاشة الرئيسية، وإهداء التطبيقات منك إلى أحدهم، ومركز الألعاب «غيم سنتر».[5]

صدر النظام بشكل مجاني لجميع أجيال الآي فون والآي بود تاتش في 21 يونيو (ما عدى الأجيال الأولى للجهازين فلن يتوفر لها التحديث، والأجيال الثانية سيتوفر لها التحديث بخصائص محدودة. مثال: تعدد المهام (فتح أكثر من تطبيق في نفس الوقت) غير موجودة للآي فون 3 جي والآي بود تاتش الجيل الثاني. نسخة آي أو اس 4.2 التي تعمل على الآي باد أيضًا صدرت في 22 نوفمبر 2010، وستحتوي على تطبيقات جديدة وهي ايربرينت التي تطبع صفحات عبر الواي فاي وأيضا ايربلاي التي يمكنها تشغيل اية أغنية أو فيديو عن طريق الواي فاي، وأيضا ستأتي خاصية مركز الألعاب "Game Center" إلى الآي باد، وهي خاصية تتيح التنافس بين اللاعبين عن طريق الشبكة.

### الإصدار الخامس
أُعلن عن هذا الإصدار في 6 يونيو 2011. وطرحت نسخته النهائية لكافة المستخدمين في 12 أكتوبر 2011. واحتوى على أكثر من 200 خاصية جديدة، أبرز 10 منها:
- إمكانية تفعيل الجهاز دون الحاجة إلى جهاز حاسوب (بالإنجليزية: PC Free).
- إضافة تطبيق رسمي للتذكيرات (Reminders).
- تحسين طريقة عرض التنبيهات.
- إضافة خدمة التواصل عبر خدمة iMessage المقدمة من الشركة وهي خاصية مراسلة بين أجهزة آي أو إس.
- تحسين المظهر الخارجي لمركز الألعاب الخاص بنظام التشغيل.
- دعم جميع أجهزة iOS بخدمة iCloud من الشركة، والتي تسمح بالمشاركة بين هذه الأجهزة.
- إضافة إمكانية وضع اختصارات في الكتابة.
- إضافة خاصية (إيماءات متعددة المهام) (بالإنجليزية: Multitasking Gestures) للآي باد 2 ولاحقاً للآي باد في الإصدار 5.0.1.
- قسم تطبيق iPod في الآي فون إلى تطبيقين هما (الفيديوهات) و (موسيقى)، وفي الآي باد تحول تطبيق iPod لتطبيق (موسيقى).
- تحسين تطبيق البريد الإلكتروني.
- إضافة خاصية (لوحة المفاتيح المنقسمة) (بالإنجليزية: Split Keyboard) للآي باد.
- دعم كامل لموقع تويتر بالنظام.

### الإصدار السادس
أُعلن عن الإصدار السادس في 11 يونيو 2012، وتوفر للمطورين بنفس اليوم، وطرحت النسخة النهائية منه في 19 سبتمبر من نفس العام، ويحتوي على أكثر من 200 ميزة جديدة أعلنت آبل عن 10 منها فقط:
- الخرائط الثلاثية الأبعاد. (للـ آي فون 4S والـ آيفون 5 والـ آي باد الجديد والـ آيبود الجيل الخامس)
- المزيد من التحديثات لـ سيري.
- دمج خدمات الـفيس بوك مع iOS 6.
- مشاركة صورك الخاصة من جهازك مع من تريد من أصدقائك بواسطة الـ آيكلاود.
- تطبيق Passbook.
- الفيس تايم أصبح يعمل على شبكات الجيل الثالث والجيل الرابع.
- تحديثات لتطبيق الهاتف.
- تحسينات لتطبيق البريد لأنظمة iOS 6.
- تصفح بشكل أفضل مع سفاري والخدمات السحابية.
- العديد من الخدمات لذوي الاحتياجات الخاصة.

وأُعْلِنَ عن الإصدار ios6.1.6 وفيه إصلاح لبعض اخطاء ios6

### الإصدار السابع
- غُيِّرَ شكل النظام وتغير شكل التطبيقات
- إضافة شاشة قفل جديدة
- إضافة مركز جديد يدعى بمركز التحكم لكي تتحكم في تشغيل Wi-fi والبلوتوث وتشغيل ميزة AirDrop
- تم تغير شكل Siri وهي عبارة عن خدمة التحدث (لاتدعم العربية) وقد تتوافر اللغة العربية مع التحديث القادم
- تم تغير شكل تعدد المهمام (في iPhone يمكنك تشغيل البرامج على سبيل المثال تطبيق البوصلة تتحرك وعندما تضغط على زر الهوم مرتين تبقى مفتوحة)
- ضُبِطَت إعدادات الجهاز
- إضافة خاصية AirDrop لمشاركة الوسائط مع أجهزة الـIOS وOS X
- امكانية جعل الخلفية ديناميكية 3D تتحرك مع حركة الجهاز

### الإصدار الثامن
- إضافة ويدجيت" wedgt " في مركز الاشعارات
- إضافة لوحة مفاتيح خارجية " An external keyboard "
- إضافة النص التنبؤي للوحة المفاتيح
- إضافة اختصار لجهات الاتصال الأكثر تفاعلا في قائمة تعدد المهام
- إضافة تطبيق صحتي " health " كتطبيق اساسي في النظام
- إضافة الرد السريع لتطبيق الرسائل والايميل مع امكانية دعم باقي التطبيقات لها
- تغير طفيف في واجهة النظام
- تحسين خدمة سيري " siri " مع عدم دعم اللغة العربية بعد
- فتح هوية اللمس " Touch ID " للمطورين ودعمها في بقية اجزاء النظام

### الإصدار التاسع
- إمكانية العمل على تطبيقين في نفس الوقت (فقط على آي باد برو وإير 2 وميني 3 وميني 4)
- تصميم جديد لمبدل التطبيقات
- ميزه توفير الطاقة
- عرض خيارات التطبيقات من دون فتحها (فقط على اي فون 6s و6s بلس)
- عند الضغط بإصبعين على لوحة المفاتيح يتحول إلى مؤشر بإمكانه تحريكه لوصل إلى السطر والتعديل عليه (فقط على أجهزة آي باد)

### الإصدار العاشر
- تطبيق المنزل
- شكل اشعارات جديد
- تقوية سيري